# Typhus

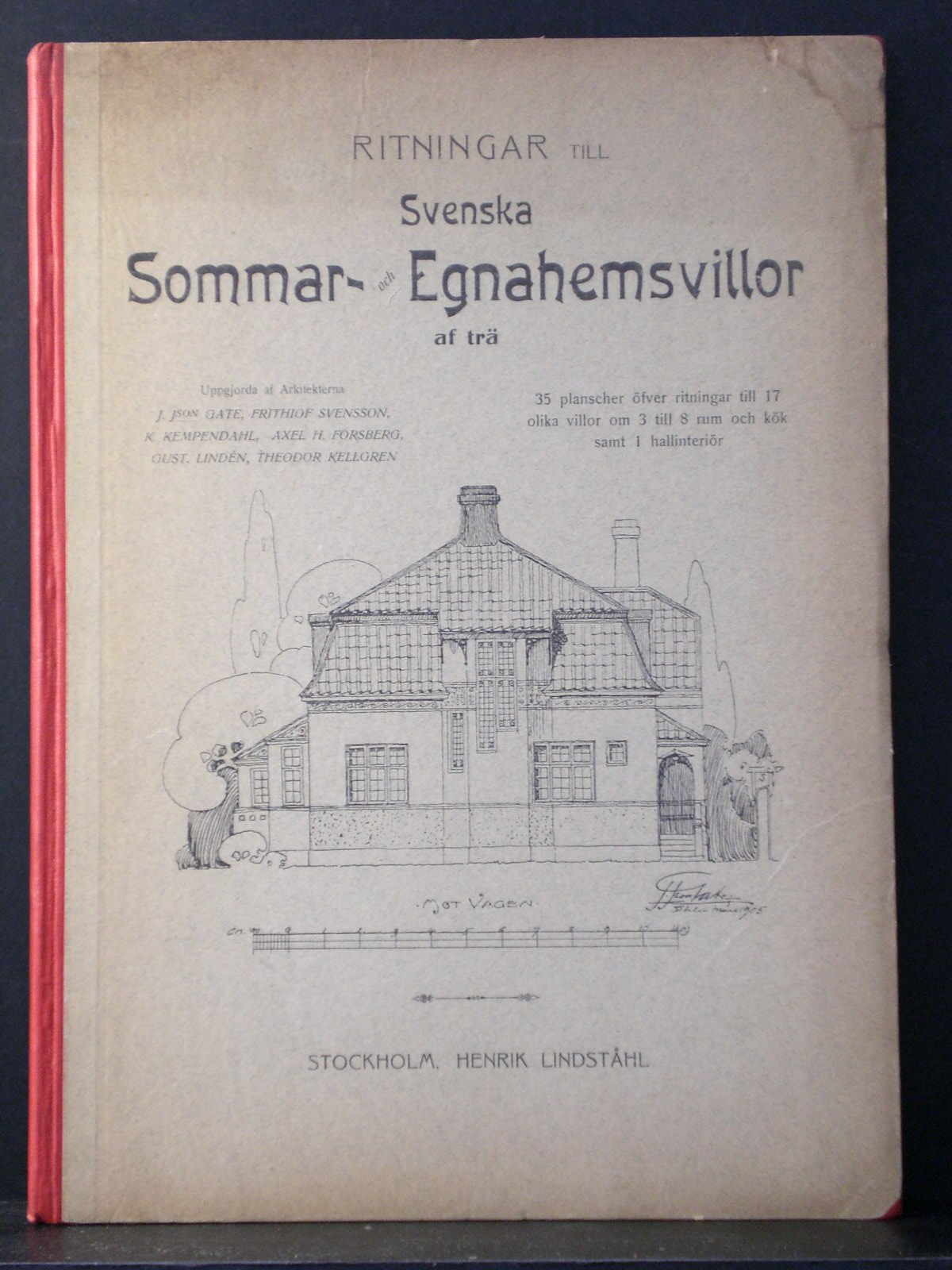
Bok med typhusritningar från tidigt 1900-tal av bland andra Jacob J:son Gate.

Typhus är en husmodell vars ritning är generellt utformad så att ett flertal hus skall kunna byggas från samma ritning. 

## Typhus i Sverige
Egnahemsrörelsen bidrog till att utge ett flertal skrifter med typhus under tidigt 1900-tal. Senare har typhus använts av många husföretag som säljer prefabricerade kataloghus (typhus som saluförs i en katalog), till exempel Borohus, Myresjöhus med flera.